# Wetten van Newton
De wetten van Newton vormen samen met de wet van behoud van impuls en die van het impulsmoment, de grondslag van de klassieke mechanica. De drie natuurwetten werden in 1687 door Isaac Newton geformuleerd in zijn boek de Philosophiae Naturalis Principia Mathematica (Wiskundige beginselen van de natuurfilosofie). De eerste twee wetten beschrijven hoe (het samenspel van) krachten een natuurkundig lichaam al dan niet in beweging zetten, de derde wet beschrijft de wederzijdsheid van de kracht die twee lichamen op elkaar uitoefenen.
De gravitatiewet van Newton wordt ook wel 'de vierde wet van Newton' genoemd. De bewegingswetten van Newton verwijst specifieker naar de eerste drie wetten. 
De Wetten van Newton zijn (goede) benaderingen bij snelheden ver onder de lichtsnelheid en voor systemen op macroscopisch niveau, dat wil zeggen niet voor systemen van elementaire deeltjes. Voor snelheden vergelijkbaar met de lichtsnelheid is de relativiteitstheorie van toepassing, en voor elementaire deeltjes de quantummechanica.

## De eerste wet van Newton: de traagheidswet
Een voorwerp waarop geen resulterende kracht werkt, is in rust of beweegt zich rechtlijnig, met constante snelheid voort.
Als er geen resulterende kracht op een voorwerp inwerkt, kan er geen snelheidsverandering (versnelling) van dat voorwerp optreden. De snelheid zal dus onveranderd blijven: zowel grootte als richting van de snelheid blijven constant. Het voorwerp staat stil (snelheid 0) of beweegt zich met constante snelheid in een bepaalde richting.
Deze wet is direct afkomstig van Galilei en is overgenomen door Newton. Omdat in het dagelijks leven vrijwel altijd wrijving optreedt, lijkt dit in tegenspraak met de ervaring. In veel alledaagse gevallen waar de snelheid wel standhoudt, is er inderdaad geen sprake van een resulterende kracht doordat de aandrijvende krachten precies de wrijvingskrachten opheffen (denk aan fiets of auto). De eerste wet wordt ook wel de wet van de traagheid genoemd: een voorwerp waarop geen uitwendige krachten werken is in rust of voert een eenparige rechtlijnige beweging uit. Dit kan afgeleid worden uit de vereenvoudigde formulering voor constante massa (Tweede Wet van Newton):
{\displaystyle {\vec {F}}=m{\vec {a}}}
Als er geen (resulterende) kracht is ({\displaystyle {\vec {F}}=0}), is er ook geen (resulterende) versnelling ({\displaystyle {\vec {a}}=0}).
De eerste wet kan ook zo geformuleerd worden:
Om de bewegingstoestand van een voorwerp te veranderen is een kracht nodig. Deze kracht kan uitwendig zijn (hand gooit bal) of inwendig (eigen stuwkracht versnelt een raket).
Of
Zonder kracht wordt een voorwerp niet versneld. Zonder het optreden van een kracht houdt een voorwerp een constante snelheid, die 0 kan zijn (geval van rust).
Deze formuleringen zijn enkel van toepassing wanneer de beweging van het voorwerp (geïdealiseerd als puntmassa) wordt beschreven in een inertiaalstelsel. De eerste wet van Newton is dan een speciaal geval van de tweede wet van Newton.

## De tweede wet van Newton: kracht verandert de snelheid
De verandering van de impuls is recht evenredig met de resulterende kracht en volgt de rechte lijn waarin de kracht werkt.
Dit is de elementaire formulering van een bewegingsvergelijking. De krachtvector {\displaystyle {\vec {F}}} op een voorwerp is gelijk aan de verandering van de impuls ("beweging") {\displaystyle {\vec {p}}} van het voorwerp. De impuls {\displaystyle {\vec {p}}} is het product van de massa m in kilogram en de snelheid {\displaystyle {\vec {v}}} in m/s:
{\displaystyle {\vec {p}}=m{\vec {v}}}
De tweede wet van Newton wordt daarom in formule:
{\displaystyle {\vec {F}}={\frac {\mathrm {d} {\vec {p}}}{\mathrm {d} t}}={\frac {\mathrm {d} }{\mathrm {d} t}}(m{\vec {v}})}
Een speciaal geval is als de massa constant is, dus {\displaystyle \mathrm {d} m/\mathrm {d} t=0}. Daaruit volgt de bekende formule met de versnelling {\displaystyle {\vec {a}}}:
{\displaystyle {\vec {F}}=m{\frac {\mathrm {d} {\vec {v}}}{\mathrm {d} t}}=m{\vec {a}}}
Bij constante massa is de versnelling van een voorwerp evenredig met de grootte van de netto kracht op het voorwerp en omgekeerd evenredig met de massa van het voorwerp.
Als massa en snelheid beide variëren, zoals bij een raket met snelheid {\displaystyle {\vec {v}}}, die tijdens voortstuwing massa verliest die snelheid {\displaystyle {\vec {u}}} krijgt, geldt:
{\displaystyle {\vec {F}}=m{\frac {\mathrm {d} {\vec {v}}}{\mathrm {d} t}}+{\vec {v}}\,{\frac {\mathrm {d} m}{\mathrm {d} t}}-{\vec {u}}\,{\frac {\mathrm {d} m}{\mathrm {d} t}}}
Samengevat komt de Tweede Wet van Newton hierop neer:
- een voorwerp in rust zal in beweging gebracht worden als er een kracht op werkt.
- een voorwerp in beweging zal versnellen, vertragen of van richting veranderen als er een resulterende kracht op werkt.

## De derde wet van Newton: actie ↔ reactie

Derde wet in theorie als animatie. In het echt zouden de balletjes uiteindelijk stoppen door luchtweerstand en energieverliezen in de ophanging.

Als een voorwerp A een kracht {\displaystyle {\vec {F}}_{\text{actie}}} op een voorwerp B uitoefent, gaat deze kracht gepaard met een even grote, maar tegengesteld gerichte kracht {\displaystyle {\vec {F}}_{\text{reactie}}} van B op A:
{\displaystyle {\vec {F}}_{\text{actie}}=-{\vec {F}}_{\text{reactie}}}
Deze wet stelt dat krachten nooit alleen voorkomen, maar altijd in paren ({\displaystyle {\vec {F}}_{\text{actie}}} en {\displaystyle {\vec {F}}_{\text{reactie}}}) die tegengesteld gericht en even groot zijn. De betrokken voorwerpen oefenen de krachten gelijktijdig op elkaar uit. De krachten werken dus op verschillende voorwerpen, waardoor ze elkaar niet opheffen. Elk van de twee krachten kan de actie genoemd worden, en dan is de andere kracht de bijbehorende reactie.
Uit de derde wet van Newton is de wet van behoud van impuls af te leiden: de totale hoeveelheid van beweging van een gesloten systeem verandert nooit.

## Wetten van Newton in het originele Latijn
Axiomata sive Leges Motus
Eerste Wet (uitgaven van 1687 en 1713)
Lex I. Corpus omne perseverare in statu suo quiescendi vel movendi uniformiter in directum, nisi quatenus a viribus impressis cogitur statum illum mutare.
Tweede Wet
Lex II. Mutationem motis proportionalem esse vi motrici impressae, et fieri secundum lineam rectam qua vis illa imprimitur.
Derde Wet
Lex III. Actioni contrariam semper et æqualem esse reactionem: sive corporum duorum actiones in se mutuo semper esse æquales et in partes contrarias dirigi.

## Nieuwe inzichten betreffende de wetten van Newton
Erik Verlinde, hoogleraar in de theoretische fysica, heeft de wetten van Newton wiskundig afgeleid met de snaartheorie vanuit inzichten in de kwantummechanica. Dit zou kunnen betekenen, dat de wetten van Newton geen elementaire wetten zijn, maar een effect van dieper gelegen oorzaken.

## Verder lezen
- Sir Newton, Isaac: Principia, vol I: The motion of bodies. Motte's translation revised by Cajori, University of California Press, 1962 of latere vertalingen
- Westfall, R.S.: Never at rest. A biography of Isaac Newton, Cambridge, 1998